# Boerne
Boerne – miasto w Stanach Zjednoczonych, w stanie Teksas, w hrabstwie Kendall. W 2000 roku liczyło 6178 mieszkańców.